# Tour of Almaty
Die Tour of Almaty ist ein Radsport-Eintagesrennen, das jährlich in der größten kasachischen Stadt Almaty stattfindet. Der Wettbewerb wird im Oktober ausgetragen und gehört mit seiner erstmaligen Austragung im Jahr 2013 in der Kategorie 1.2 zur UCI Asia Tour. 2014 wurde das Rennen hochgestuft in die Kategorie 1.1. Der Renndirektor ist Alexander Antischewa. Der Einheimische Maxim Iglinski konnte die erste Auflage für sich entscheiden.
Nach zahlreichen internationalen Erfolgen kasachischer Radsportler wie zum Beispiel dem Olympiasieg von Alexander Winokurow 2012 in London und im Vorfeld der 2014 in Kasachstan stattfindenden asiatischen Radmeisterschaften sowie der für 2015 geplanten Bahnradweltmeisterschaften der Junioren in Astana wurde mit der Gründung der Tour of Almaty der erste internationale Straßen-Radwettbewerb im Lande ins Leben gerufen, der im Februar 2013 der Öffentlichkeit vorgestellt wurde. Der Parcours der ersten Austragung führte die Fahrer über einen sechs Mal zu absolvierenden Rundkurs mit 31 Kilometern Länge durch das Stadtgebiet der ehemaligen Kapitale des Landes. Das Rennen wurde vom Sender Eurosport 2 unter anderem auch in Deutschland live im Fernsehen übertragen. Einige der einheimischen Topfahrer des Landes – vor allem vom Astana Pro Team, das als Mannschaft der ersten internationalen Division nicht startberechtigt war – nahmen im Trikot einer Nationalmannschaft teil, die durch Iglinski auch den Premieren-Sieg davontrug.
2017 wurde es erstmals als Etappenrennen ausgetragen und war in der Kategorie 2.1 eingestuft.

## Palmarès
| Jahr | Sieger          | Zweiter            | Dritter                      |
| ---- | --------------- | ------------------ | ---------------------------- |
| 2013 | Maxim Iglinski  | Sonny Colbrelli    | Ruslan Tleubajew             |
| 2014 | Alexei Luzenko  | Sergei Tschernezki | Sergei Sergejewitsch Lagutin |
| 2015 | Alexei Luzenko  | Fabio Aru          | Pawel Kotschetkow            |
| 2016 | Alexei Luzenko  | Mauro Finetto      | Roman Maikin                 |
| 2017 | Alexei Luzenko  | Rémy Di Grégorio   | Jakob Fuglsang               |
| 2018 | Davide Villella | Simon Pellaud      | Pierpaolo Ficara             |
| 2019 | Juri Natarow    | Alexander Wlassow  | Danilo Celano                |